# حالة فرط الأسمولية مع فرط سكر الدم
حالة فرط الأسمولية وفرط سكر الدم (بالإنجليزية: Hyperosmolar hyperglycemic state)‏ هي أحد مضاعفات داء السكري حيث يؤدي ارتفاع نسبة السكر في الدم إلى الأسمولية العالية دون حدوث حماض كيتوني كبير. تشمل الأعراض علامات الجفاف والضعف وتشنجات الساق ومشاكل في الرؤية وتغير مستوى الوعي. عادة ما تكون البداية على مدى أيام إلى أسابيع. قد تشمل المضاعفات النوبات، أو اعتلال التخثر داخل الأوعية الدموية، أو انسداد الشريان المساريقي ، أو انحلال الربيدات.
عامل الخطر الرئيسي هو وجود تاريخ من داء السكري من النوع الثاني. في بعض الأحيان قد يحدث في أولئك الذين ليس لديهم تاريخ سابق لمرض السكري أو أولئك الذين يعانون من داء السكري من النوع الأول. تشمل المسببات العدوى، والسكتة الدماغية، والصدمات، وبعض الأدوية، والنوبات القلبية. يعتمد التشخيص على اختبارات الدم التي تكشف عن نسبة السكر في الدم التي تزيد عن 30 مليمول/لتر (600 ملجم/ديسيلتر)، والأسمولية أكبر من 320 ملي أسمول/كجم ، ودرجة الحموضة أعلى من 7.3.
يتكون العلاج الأولي عمومًا من السوائل الوريدية للتحكم في الجفاف، والأنسولين في الوريد لمن لديهم كيتونات كبيرة، والهيبارين منخفض الوزن الجزيئي لتقليل مخاطر تجلط الدم، والمضادات الحيوية بين أولئك الذين لديهم مخاوف من الإصابة بالعدوى. الهدف هو انخفاض بطيء في مستويات السكر في الدم. غالبًا ما يكون استبدال البوتاسيوم مطلوبًا حيث يتم تصحيح مشاكل التمثيل الغذائي. الجهود المبذولة للوقاية من قرحة القدم السكرية مهمة أيضًا. عادة ما يستغرق الأمر بضعة أيام حتى يعود الشخص إلى خط الأساس.

## العلامات والأعراض
تشمل أعراض ارتفاع نسبة السكر في الدم زيادة العطش وزيادة حجم التبول وزيادة الجوع.
تشمل أعراض حالة فرط الأسمولية وفرط سكر الدم ما يلي:
- تغير مستوى الوعي.
- تشمل العلامات العصبية: عدم وضوح الرؤية، والصداع، والنوبات البؤرية، والإرتجاج عضلي، والشلل القابل للانعكاس.
- التشوهات الحركية بما في ذلك الترهل وردود الفعل المكتئبة والرعشة أو التحزُّم.
- زيادة اللزوجة وزيادة خطر تكوين جلطة دموية.
- الجفاف.
- فقدان الوزن.
- الغثيان والقيء وآلام البطن.
- الضعف.
- انخفاض ضغط الدم مع الوقوف.

## الأسباب
عامل الخطر الرئيسي هو وجود تاريخ من داء السكري من النوع الثاني. في بعض الأحيان قد يحدث في أولئك الذين ليس لديهم تاريخ سابق لمرض السكري أو المصابين بداء السكري من النوع الأول. تشمل المسببات العدوى، والسكتة الدماغية، والصدمات، وبعض الأدوية، والنوبات القلبية.
عوامل الخطر الأخرى:
- نقص الأنسولين الكافي (ولكن يكفي للوقاية من الحالة الكيتونية).
- ضعف وظائف الكلى.
- الجفاف.
- كبار السن (50-70 سنة).
- حالات طبية معينة (سكتة دماغية، نوبة قلبية، إنتان).
- بعض الأدوية (الهرمونات القشرية السكرية وحاصرات بيتا ومدرات البول الثيازيدية وحاصرات قنوات الكالسيوم والفينيتوين)

## التشخيص

### معايير التشخيص
وفقًا للجمعية الامريكية للسكري، تشمل معايير التشخيص:
- مستوى الجلوكوز في البلازما> 30 ملي مول/لتر (> 600 مجم/ديسيلتر)
- الأسمولية في مصل الدم > 320 ملي أسمول/كغ
- جفاف شديد يصل إلى 9 لترات في المتوسط (وبالتالي عطش شديد)
- درجة حموضة مصل الدم > 7.30
- بيكربونات > 15 ملي مكافئ / لتر
- بيلة كيتونية صغيرة وكيتون الدم غائب إلى المنخفض (< 3 مليمول/لتر)
- بعض التغيير في الوعي
- نيتروجين يوريا الدم > 30 مجم/ديسيلتر.
- الكرياتينين > 1.5 مجم/ديسيلتر.

### التشخيص التفريقي
التشخيص التفريقي الرئيسي هو الحماض الكيتوني السكري. على عكس الحماض الكيتوني السكري، فإن مستويات الجلوكوز في الدم في حالة فرط الأسمولية وفرط سكر الدم مرتفعة للغاية، وعادة ما تكون أكبر من 40-50 مليمول/لتر (600 مجم/ديسيلتر). الحماض الأيضي غائب أو خفيف. حالة مؤقتة من الارتباك (الهذيان) هي أيضا أكثر شيوعا في في حالة فرط الأسمولية وفرط سكر الدم من الحماض الكيتوني السكري. تميل حالة فرط الأسمولية وفرط سكر الدم أيضًا إلى التأثير على كبار السن بشكل أكبر. قد يكون للحماض الكيتوني السكري رائحة فاكهية، وتنفس سريع وعميق.
غالبًا ما يحتوي الحماض الكيتوني السكري على مستوى جلوكوز مصل الدم أكبر من 300 مجم/ديسيلتر (حالة فرط الأسمولية وفرط سكر الدم > 600 مجم/ديسيلتر). يحدث الحماض الكيتوني السكري عادة في مرضى السكر من النوع الأول بينما حالة فرط الأسمولية وفرط سكر الدم أكثر شيوعًا في مرضى السكر من النوع الثاني. يتميز الحماض الكيتوني السكري ببداية سريعة، ويحدث حالة فرط الأسمولية وفرط سكر الدم تدريجيًا على مدار أيام قليلة. يتميز الحماض الكيتوني السكري أيضًا بالكيتوزية بسبب تكسير الدهون للحصول على الطاقة.
قد يظهر كل من الحماض الكيتوني السكري و حالة فرط الأسمولية وفرط سكر الدم أعراض الجفاف، وزيادة العطش، وزيادة التبول، وزيادة الجوع، وفقدان الوزن، والغثيان، والقيء، وآلام البطن، وعدم وضوح الرؤية، والصداع، والضعف، وانخفاض ضغط الدم مع الوقوف.

## العلاج

### السوائل الوريدية
يبدأ علاج حالة فرط الأسمولية وفرط سكر الدم بإعادة إرواء الأنسجة باستخدام السوائل الوريدية. يمكن أن يعاني الأشخاص المصابون بحالة فرط الأسمولية وفرط سكر الدم من الجفاف بمقدار 8 إلى 12 لترًا. عادة ما تتم محاولات تصحيح هذا على مدار 24 ساعة بالمعدلات الأولية للمحلول الملحي الطبيعي غالبًا في حدود 1 لتر/ساعة خلال الساعات القليلة الأولى أو حتى تستقر الحالة.

### استبدال الإلتكروليت
غالبًا ما يكون استبدال البوتاسيوم مطلوبًا حيث يتم تصحيح مشاكل التمثيل الغذائي. يتم استبداله عمومًا بمعدل 10 ميلي مكافئ في الساعة طالما يوجد ناتج بولي كافٍ.[بحاجة لمصدر]

### الأنسولين
يتم إعطاء الأنسولين لتقليل تركيز الجلوكوز في الدم. ومع ذلك، نظرًا لأنه يتسبب أيضًا في حركة البوتاسيوم إلى الخلايا، يجب أن تكون مستويات البوتاسيوم في الدم مرتفعة بدرجة كافية أو قد ينتج عن ذلك انخفاض خطير في مستويات البوتاسيوم في الدم. بمجرد التحقق من أن مستويات البوتاسيوم أعلى من 3.3 ملي مكافئ/لتر، يبدأ حقن الأنسولين بمقدار 0.1 وحدة/كجم/ ساعة. الهدف من التحليل هو مستوى جلوكوز الدم أقل من 200 مجم / ديسيلتر.